# Søllested Kirke (Lolland)
|  | Denne artikel omhandler Søllested Kirke (Lolland Kommune). Der er også en anden kirke med dette navn, se Søllested Kirke (Assens Kommune). |
Søllested Kirke ligger på det vestlige Lolland og er en romansk kirke opført i granitsten. Kirkebygningen har intet tårn, men et skib med en afrundet ende (apsis) mod øst ved koret og et våbenhus af munkesten mod syd.
Kirkens altertavle forestiller Disciplene i Emaus og er malet af Peter Raadsig i 1855. Prædikestolen stammer fra begyndelsen af 1600-tallet og er udskåret i træ.
På kirkegården står et sort træklokkehus fra senmiddelalderen.

## Eksterne kilder og henvisninger
- Søllested Kirke hos KortTilKirken.dk
- Søllested Kirke hos danmarkskirker.natmus.dk (Danmarks Kirker, Nationalmuseet)

- Wikimedia Commons har flere filer relateret til Søllested Kirke (Lolland)